# سینما رکس (کرمانشاه)
سینما رکس یکی از سینماهای شهر کرمانشاه بود. این سینما دارای یک سالن روباز بود. سینما رکس در سال ۱۳۲۴ تأسیس شد و تا سال ۱۳۵۷ نیز به فعالیت خود ادامه داد.

## تاریخچه
در سال ۱۳۲۴ حسنعلی‌خان اعظم زنگنه که مالک سینما هما (سینما ایران) بود، در خیابان شاه‌بختی یک سالن سینمای تابستانی تأسیس کرد که سینما رکس نامیده شد. اعظم زنگنه فرزند میرزا یحیی‌خان زنگنه (سالار اشرف) یکی از نمایندگان کرمانشاه در دوره‌های پنجم و ششم مجلس شورای ملی بود. سینما رکس پس از انقلاب بهمن ۱۳۵۷ توسط سازمان اوقاف و امور خیریهٔ استان کرمانشاه مصادر شد. پس از انقلاب این سینما تا مدت‌ها غیرفعال بود، و در نهایت تخریب شده و به جای آن ساختمان ادارهٔ پست کرمانشاه ساخته‌شد.
محمدعلی سلطانی مکان سینما رکس را «باغچهٔ معروف به نصرت‌الممالک خانه‌خراب» عنوان کرده‌است. به گفتهٔ جواد سحابی این سینما در سه‌راه شریعتی کنونی و در خیابان شاه‌بختی قرار داشته‌است.

## فضای سینما
سینما رکس کرمانشاه عمدتاً به نمایش فیلم‌های خارجی می‌پرداخت. فعالیت این سینما شب‌ها در دو سانس ۸ تا ۱۰ و ۱۰ تا ۱۲ انجام می‌شد.
تماشاگران معمولاً احساس رضایت‌شان از فیلم‌ها را با فریادهایشان بروز می‌دادند. به گفتهٔ محمد حبیبیان اگر تماشاگران در هنگام ترک سالن ساکت بودند، نشانهٔ رضایت‌شان از فیلم بود، اما در صورت نارضایتی همزمان به صورت ریتمیک فریاد می‌زدند «مفت گرانه!» و صاحب سینما را وامی‌داشتند تا فیلم را از اکران خارج کند.